# Bruce Brown
Bruce Brown Jr. (Boston, 1996. augusztus 15. –) amerikai kosárlabdázó, az Toronto Raptors játékosa a National Basketball Associationben (NBA).
Középiskolában több iskolát is képviselt, 2016-ban a Class AA-bajnokság MVP-je lett. Országos szinten a 2016-os középiskolai osztály ötödik legjobb dobóhátvédjének tekintették. Egyetemen a Miami Hurricanes játékosa volt, másodévesen megsérült, ki kellett hagynia a szezon nagy részét.
A Detroit Pistons választotta a 2018-as NBA-draft során, a 42. helyen. Pályafutása során játszott a Brooklyn Nets színeiben is, ahol kétszer a rájátszásba jutott a csapattal. A 2022–2023-as szezonban bajnok lett a Denver Nuggets csapatával.

## Pályafutás

### Detroit Pistons (2018–2020)
A Detroit Pistons választotta a 2018-as NBA-draft során, a 42. helyen.  2018. október 17-én debütált az NBA-ben, két lepattanót és egy gólpasszt szerezve 19 perc alatt. November 2-án 22 pontja és 7 gólpassza volt a Brooklyn Nets ellen. 2020. február 2-án 19 pontja, 10 lepattanója és nyolc gólpassza volt a Denver Nuggets ellen.

### Brooklyn Nets (2020–2022)
2020. november 19-én Brownt a Brooklyn Nets csapatába küldték. 2021. február 23-án Brown karriercsúcs 29 pontot szerzett a Sacramento Kings ellen. 2022. április 23-án 26 pontja volt a Boston Celtics elleni rájátszás-mérkőzésen. Teljesítményei a sorozat második és harmadik mérkőzésén kiemelkedők voltak, több, mint 23 pontot szerzett mindkétszer, annak ellenére, hogy az egész alapszakaszban mindössze négyszer dobott legalább húszat.

### Denver Nuggets (2022–napjainkig)
2022. július 7-én leszerződtette a Denver Nuggets. November 24-én Brown tripla-duplát szerzett, 17 ponttal, 13 lepattanóval és 10 gólpasszal az Oklahoma City Thunder ellen.

## Statisztika

### Egyetem
| Év        | Csapat           | JM | KM | JP/M | MG%  | 3P%  | BD%  | LP/M | GP/M | L/M | B/M | P/M  |
| --------- | ---------------- | -- | -- | ---- | ---- | ---- | ---- | ---- | ---- | --- | --- | ---- |
| 2016–2017 | Miami Hurricanes | 33 | 29 | 31,9 | .459 | .347 | .744 | 5,6  | 3,2  | 1,5 | 0,5 | 11,8 |
| 2017–2018 | Miami Hurricanes | 19 | 19 | 33,7 | .415 | .267 | .629 | 7,1  | 4,0  | 1,3 | 0,8 | 11,4 |
| Karrier   | Karrier          | 52 | 48 | 32,6 | .442 | .316 | .702 | 6,2  | 3,5  | 1,4 | 0,6 | 11,7 |

### NBA

#### Alapszakasz
| Év         | Csapat          | JM  | KM  | JP/M | MG%  | 3P%  | BD%  | LP/M | GP/M | L/M | B/M | P/M  |
| ---------- | --------------- | --- | --- | ---- | ---- | ---- | ---- | ---- | ---- | --- | --- | ---- |
| 2018–2019  | Detroit Pistons | 74  | 56  | 19,6 | .398 | .258 | .750 | 2,5  | 1,2  | 0,5 | 0,5 | 4,3  |
| 2019–2020  | Detroit Pistons | 56  | 43  | 28,2 | .443 | .344 | .739 | 4,7  | 4,0  | 1,1 | 0,5 | 8,9  |
| 2020–2021  | Brooklyn Nets   | 65  | 37  | 22,3 | .556 | .288 | .735 | 5,4  | 1,6  | 0,9 | 0,4 | 8,8  |
| 2021–2022  | Brooklyn Nets   | 72  | 45  | 24,6 | .506 | .404 | .758 | 4,8  | 2,1  | 1,1 | 0,7 | 9,0  |
| 2022–2023† | Denver Nuggets  | 80  | 31  | 28,5 | .483 | .358 | .758 | 4,1  | 3,4  | 1,1 | 0,6 | 11,5 |
| 2023–2024  | Indiana Pacers  | 33  | 33  | 29,7 | .475 | .327 | .817 | 4,7  | 3,0  | 1,1 | 0,2 | 12,1 |
| 2023–2024  | Toronto Raptors | 34  | 11  | 26,0 | .481 | .317 | .833 | 3,8  | 2,7  | 0,7 | 0,3 | 9,6  |
| 2024–2025  | Toronto Raptors | 18  | 0   | 19,6 | .435 | .306 | .897 | 3,8  | 1,6  | 0,9 | 0,2 | 8,4  |
| Karrier    | Karrier         | 434 | 256 | 24,9 | .479 | .335 | .769 | 4,2  | 2,4  | 0,9 | 0,5 | 8,9  |

#### Rájátszás
| Év      | Csapat        | JM | KM | JP/M | MG%  | 3P%  | BD% | LP/M | GP/M | L/M | B/M | P/M  |
| ------- | ------------- | -- | -- | ---- | ---- | ---- | --- | ---- | ---- | --- | --- | ---- |
| 2022    | Brooklyn Nets | 1  | 1  | 40,4 | .421 | .333 | –   | 9,0  | 8,0  | 3,0 | 0   | 18,0 |
| Karrier | Karrier       | 1  | 1  | 40,4 | .421 | .333 | –   | 9,,0 | 8,0  | 3,0 | 0   | 18,0 |

| Év      | Csapat          | JM | KM | JP/M | MG%  | 3P%  | BD%   | LP/M | GP/M | L/M | B/M | P/M  |
| ------- | --------------- | -- | -- | ---- | ---- | ---- | ----- | ---- | ---- | --- | --- | ---- |
| 2019    | Detroit Pistons | 4  | 2  | 14,3 | .357 | .200 | 1.000 | 2,0  | 0,5  | 0,5 | 0,3 | 3,3  |
| 2021    | Brooklyn Nets   | 12 | 5  | 23,1 | .506 | .182 | .813  | 5,1  | 2,1  | 0,7 | 0,4 | 7,9  |
| 2022    | Brooklyn Nets   | 4  | 4  | 34,8 | .568 | .429 | .800  | 4,8  | 2,8  | 1,3 | 0,8 | 14,0 |
| 2023†   | Denver Nuggets  | 20 | 0  | 26,6 | .511 | .316 | .857  | 4,0  | 1,9  | 1,1 | 0,5 | 12,0 |
| Karrier | Karrier         | 40 | 11 | 25,1 | .510 | .310 | .844  | 4,2  | 1,9  | 0,9 | 0,5 | 10,1 |